# The Bed’s Too Big Without You
The Bed's Too Big Without You ist ein von Sting geschriebenes Lied der englischen Rockband The Police, das als letzte Single aus ihrem zweiten Studioalbum Reggatta de Blanc (1979) veröffentlicht wurde.

## Hintergrund
Die Themen des Songs sind Einsamkeit und der Schmerz über das Ende einer Beziehung. Der Text soll dadurch inspiriert worden sein, dass Stings erste Freundin nach der Trennung aus Liebeskummer Suizid begangen haben soll.
The Bed’s Too Big Without You wurde erstmals 1979 auf Reggatta de Blanc veröffentlicht. In Deutschland wurde das Lied auch als B-Seite von So Lonely veröffentlicht. Im darauffolgenden Jahr wurde der Song auch als Bonus-Single in der Six Pack-Box veröffentlicht, die die fünf vorherigen britischen Singles der Band mit Ausnahme von Fall Out enthielt.
Das Lied war auf mehreren Kompilations- und Live-Alben enthalten. Die ursprüngliche Albumversion war auf Greatest Hits und der UK-Deluxe-Version von The Police enthalten, die alternative Mono-Version auf Message in a Box: The Complete Recordings, eine Live-Version ist auf Live! enthalten.

## Rezeption
Chris True von AllMusic sieht in The Bed’s Too Big Without You ein klassisches Beispiel für die Fähigkeit der Police, Reggae mit New-Wave-Musik zu verschmelzen und lobt die Musikalität aller drei Bandmitglieder, Stewart Copelands "brillantes" Schlagzeugspiel, Andy Summers Gitarrenspiel und Stings "walzende" Basslinie. Er merkt an, dass der Song nie langweilig wird, auch wenn nur Schlagzeug und Bass gespielt werden. Der Kritiker von Ultimate Classic Rock, Mike Duquette, lobt ebenfalls Copelands "schrägen Backbeat". Auch andere Kritiker loben Copelands Schlagzeugspiel, insbesondere auf der Snaredrum.
Welch sieht The Bed's Too Big Without You neben Message in a Bottle und Walking on the Moon als den dritten großen Hit von Reggatta de Blanc an und lobt vor allem die Tatsache, dass es sich um "eine einfache Phrase, ein sauberes Konzept" handelt. Welch lobt auch die alternative Version, die auf dem Box-Set Message in a Box erscheint, weil sie eine noch "direktere Wirkung" hat. Der AllMusic-Kritiker Greg Prato hält den Song für einen "frühen Favoriten" der Police. Der Mojo-Kritiker John Harris hält den Song für "stereotypisch Police-esque" bis hin zu einer Selbstparodie. Die Rolling Stone-Kritikerin Debra Rae Cohen bezeichnete ihn als "einen stimmungsvollen Reggae-Song" und lobte vor allem Stings Gesang und Summers’ Gitarre. Der Autor Martin Charles Strong beschreibt das Lied als "melodisches Lamento" und als Beispiel dafür, dass The Police "musikalisches Neuland betritt". Der Police-Gitarrist Andy Summers hält ihn für einen großartigen Song, zusammen mit "Message in a Bottle", "Bring on the Night" und "Walking on the Moon" vom Album Reggatta de Blanc.

## Coverversionen
Das Lied wurde mehrfach gecovert, von Sting als Solokünstler und unter anderen von Sheila Hylton.

## Besetzung
- Sting: E-Bass, Gesang
- Stewart Copeland: Schlagzeug
- Andy Summers: E-Gitarre